# Valentina Maurel
Valentina Maurel (née le 16 avril 1988) est une réalisatrice et scénariste franco-costaricienne.

## Biographie
Valentina Maurel naît le 16 avril 1988 à San José, Costa Rica.
Elle étudie à l'INSAS de Bruxelles et habite en Belgique. Maurel a pour référence les cinéastes Claire Denis, Lucrecia Martel et Catherine Breillat. Ses premières œuvres s'inspirent dans des oeuvres de Todd Solondz et Hal Hartley, elle admire en particulier humour noir.
Son court-métrage Paul est là est sélectionné par la Cinéfondation lors du Festival de Cannes 2017 où il remporte le premier prix. Son film  Lucía en el limbo est sélectionné pour la Semaine de la Critique lors du Festival de Cannes 2019.
En 2022, Maurel est invitée à concourir pour le Festival international du film de Locarno 2022 pour le Léopard d'or avec son film Tengo sueños eléctricos. Sentant le besoin d'explorer une relation père-fils au cinéma, elle écrit le scénario comme une suite de ses courts métrages antérieurs Paul est là (2017) et Lucía en el limbo (2019). Bien que son film soit en compétition avec le film franco-brésilien Regra 34 de Julia Murat, elle obtient le Léopard de la meilleure réalisation. L'actrice Maurel Daniela Marín Navarro obtient le Léopard de la meilleure interprétation féminine et Reinaldo Amien Gutiérrez le Léopard de la meilleure interprétation masculine pour son film.
Elle obtient également le Horizontes Latinos pour le même film lors du Festival international du film de Saint-Sébastien 2022.

## Filmographie
- 2017 : Paul est là (court-métrage)[7]
- 2019 : Lucía en el limbo (court-métrage)
- 2022 : Tengo sueños eléctricos[8]

## Récompenses
- 2017 : Festival de Cannes 2017 – Premier Prix de la Cinéfondation (Paul est là)
- 2017 : Première prix lors du Festival international du film Expresión en Corto (Mexique) pour Lucía en el limbo[9]
- 2019 : Festival international du film de Kiev Molodist – Prix Spécial du Jury (Lucía quiere ir a por todas)
- 2022 : Festival de Locarno – Léopard de la meilleure réalisation (Tengo sueños eléctricos)[10]
- 2022 : Festival international du film de Thessalonique – Alexandre d'or pour Tengo sueños eléctricos
- 2022 : Prix Horizontes Latinos lors du Festival international du film de Saint-Sébastien 2022 pour Tengo sueños eléctricos